# بيير أولريك دوبويسون
بيير أولريك دوبويسون Pierre-Ulric Dubuisson (23 يناير 1746 في لافال، مايين - 24 مارس 1794) كان ممثلًا وكاتبًا مسرحيًا ومخرجًا مسرحيًا فرنسيًا من القرن الثامن عشر.
كان متعاطفًا مع الهيبرتيين، وقد استنكره روبسبير لأنه كان ينوي زرع الفتنة بين اليعاقبة وحوكم من قبل المحكمة الثورية. حُكم عليه بالإعدام وتم إعدامه بالمقصلة مع هيبرتيين آخرين في 24 مارس 1794 عن عمر يناهز 48 عامًا.